# Beryl Burton

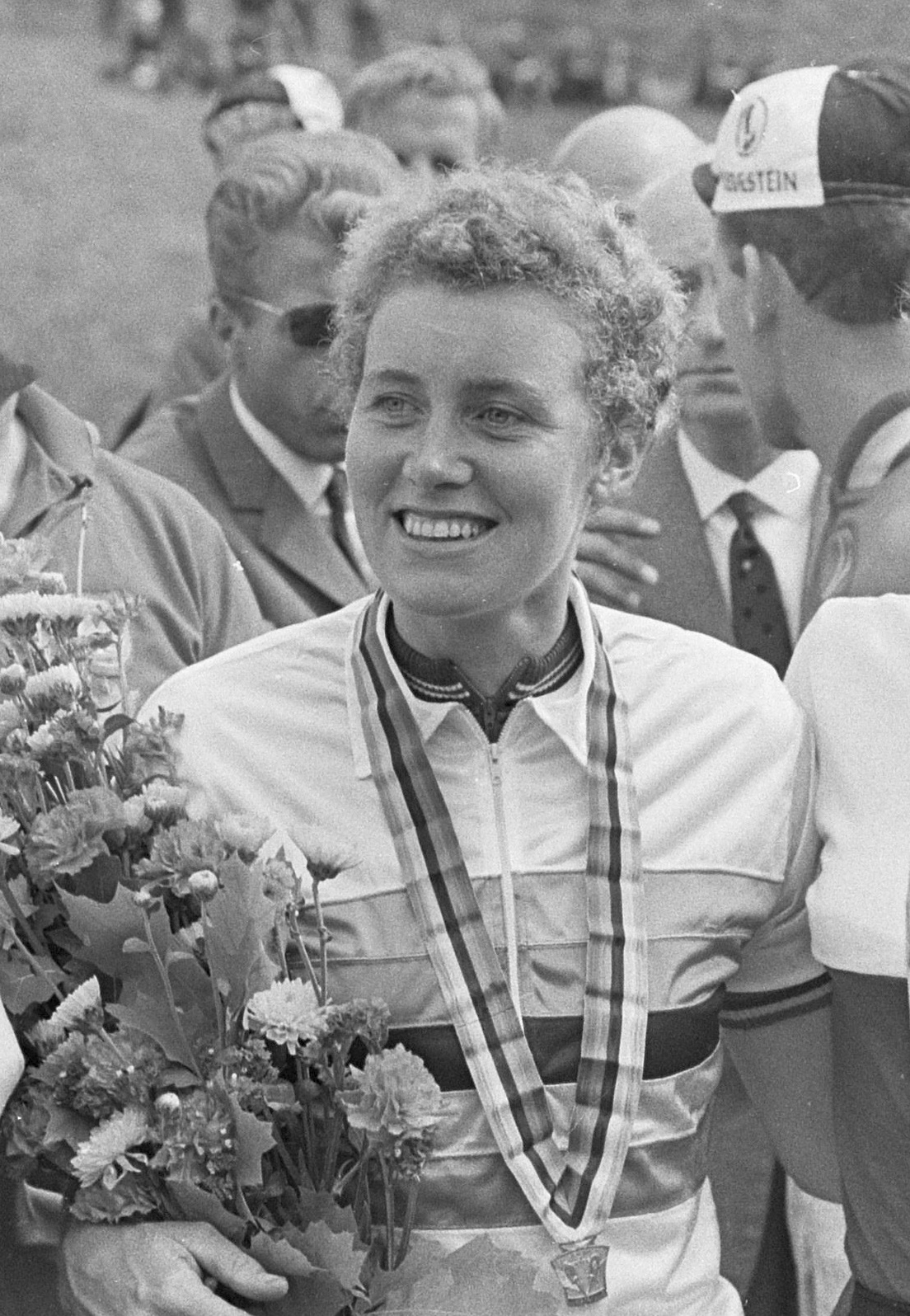
Beryl Burton, 1967

Beryl Burton (* 12. Mai 1937 in Halton als Beryl Channock; † 5. Mai 1996 in Harrogate) war eine englische Radrennfahrerin. Sie dominierte den britischen Frauenradrennsport vom Ende der 1950er bis in die 1980er Jahre.

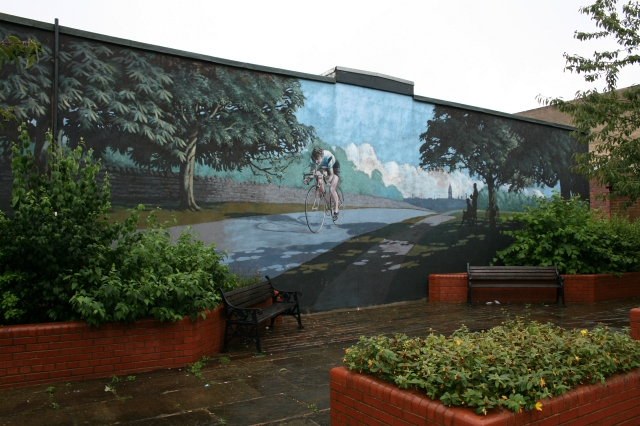
Der Beryl Burton Memorial Garden in Morley

## Radsportkarriere
Beryl Charnock begann mit dem Radsport im Alter von 15 Jahren, als sie den Amateur-Rennfahrer Charlie Burton kennenlernte, der 1955 ihr Ehemann wurde. Erste Aufmerksamkeit erregte sie, als sie 1957 bei den Britischen Meisterschaften über 100 Meilen den zweiten Platz belegte. 1959 gewann sie die nationalen Meisterschaften über 25, 50 und 100 Meilen und damit den Titel „British Best All-Rounder“, den sie 25 Jahre lang behalten konnte. Burton stellte zahlreiche nationale Rekorde auf, die teils bis zu ihrem Tod im Jahr 1996 Bestand hatten. Insgesamt errang sie 90 nationale Titel.
Beryl Burton startete relativ selten international, gewann aber sieben Weltmeistertitel, darunter zwei auf der Straße (1960 und 1967) und fünf in der 3000-m-Einerverfolgung auf der Bahn (1959, 1960, 1962, 1963 und 1966).
Auf dem Höhepunkt ihrer Leistungskraft gelang es Burton sogar, männliche Konkurrenten zu schlagen. Sie stellte 1967 einen Zwölf-Stunden-Rekord auf, der zwei Jahre lang besser war als der der Männer. Ihren letzten Titel gewann sie 1986. Bei einer Trainingsfahrt erlag sie einem Herzanfall.

## Ehrungen

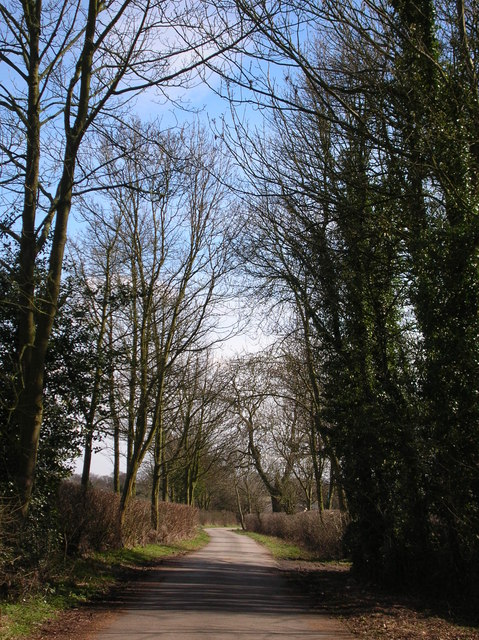
Ein Wegstück des nach Burton benannten Radwegs

1960 erhielt Beryl Burton einen Eintrag in das „Golden Book of Cycling“. 1964 wurde sie zum Member of the British Empire (MBE) und 1968 zum Officer of the British Empire ernannt. 2009 wurde sie in die "British Cycling Hall of Fame" aufgenommen. In ihrem Heimatort Morley gibt es einen Park, der ihren Namen trägt. Von Harrogate nach Knaresborough führt der Beryl Burton Cycle Way. In Erinnerung an sie wird in Großbritannien die „Beryl Burton Trophy“ ausgefahren.

## Familie
Burtons Ehemann Charlie war ihr Trainer, Masseur, Mechaniker und Manager in einer Person. Auch Burtons Tochter Denise war Radsportlerin. 1972 waren beide Mitglieder des britischen Nationalteams. Gemeinsam stellten Mutter und Tochter 1982 einen britischen Rekord über 10 Meilen auf dem Tandem auf. Als die Tochter jedoch 1976 beim Straßenrennen um die britische Meisterschaft gegen die Mutter gewann, weigerte sich diese, deren Hand zu schütteln.

## Werke
- Personal Best. The Autobiography of Beryl Burton, Springfield Books, 1986